# Георг-Вольфганг Феллер
Георг-Вольфганг Феллер (нім. Georg-Wolfgang Feller; 9 липня 1915, Берлін — 23 березня 1991, Кельн) — німецький офіцер, оберлейтенант-цур-зее резерву крігсмаріне (1 січня 1944). Кавалер Лицарського хреста Залізного хреста.

## Біографія
В 1939 році на службу в 10-й флотський екіпаж. В червні 1940 року переведений в 14-у флотилію тральщиків. Склавши іспит на офіцерське звання, в жовтні1941 року був направлений в 32-у флотилію, а в листопаді 1941 року призначений командиром групи 36-ї флотилії тральщиків. Діючи на Балтиці, Феллер взяв участь в евакуації військ та німецького населення зі східних областей і Балтії.

## Нагороди
- Нагрудний знак мінних тральщиків (13 квітня 1944)
- Залізний хрест
  - 2-го класу (13 квітня 1941)
  - 1-го класу (26 жовтня 1942)
- Німецький хрест в золоті (8 липня 1944)
- Нагрудний знак «За поранення» в чорному (11 жовтня 1944)
- Лицарський хрест Залізного хреста (17 червня 1945) — нагороджений генерал-адміралом Вальтером Варцеха всупереч забороні Карла Деніца вручати нагороди з 11 травня 1945 року. Феллер став останнім нагородженим.